# Ромпін
Ромпін (пол. Rąpin) — село в Польщі, у гміні Дрезденко Стшелецько-Дрезденецького повіту Любуського воєводства.
Населення — 463 особи (2011).
У 1975-1998 роках село належало до Гожовського воєводства.

## Демографія
Демографічна структура станом на 31 березня 2011 року:
|          | Загалом | Допрацездатний вік | Працездатний вік | Постпрацездатний вік |
| -------- | ------- | ------------------ | ---------------- | -------------------- |
| Чоловіки | 245     | 62                 | 165              | 18                   |
| Жінки    | 218     | 53                 | 132              | 33                   |
| Разом    | 463     | 115                | 297              | 51                   |